# Французький 75

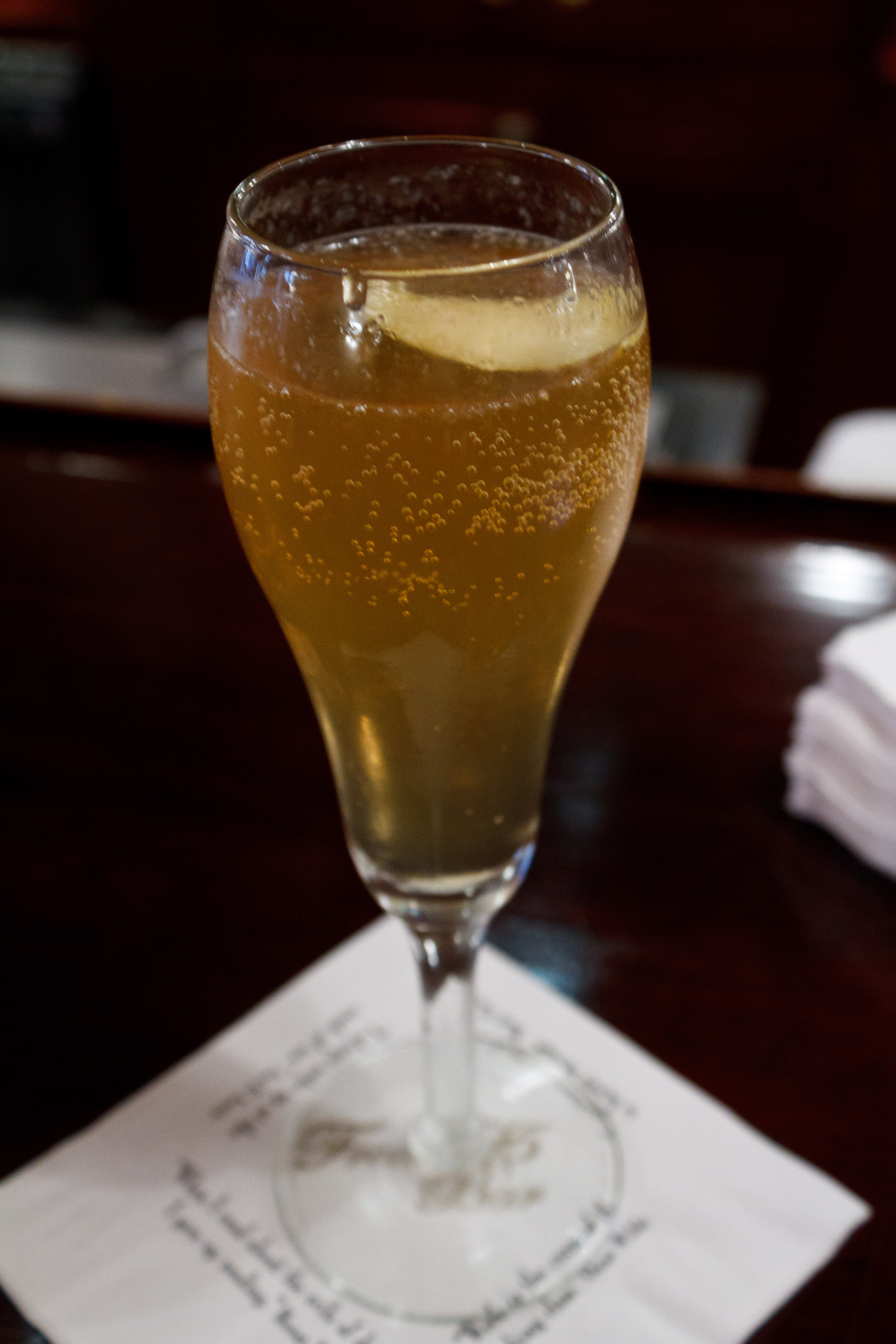
Коктейль French 75

Французький 75 (англ. French 75) — коктейль на основі джина, шампанського та лимонного соку. Класифікується як газований коктейль. Належить до офіційних напоїв Міжнародної асоціації барменів, категорія «Сучасна класика» (англ. Contemporary classics).

## Спосіб приготування
Склад коктейлю «French 75»:
- джина — 30 мл (3 cl),
- лимонний сік — 15 мл (1,5 cl),
- цукровий сироп — 15 мл (1,5 cl),
- шампанське — 60 мл (6 cl).